# Nabo Gaß

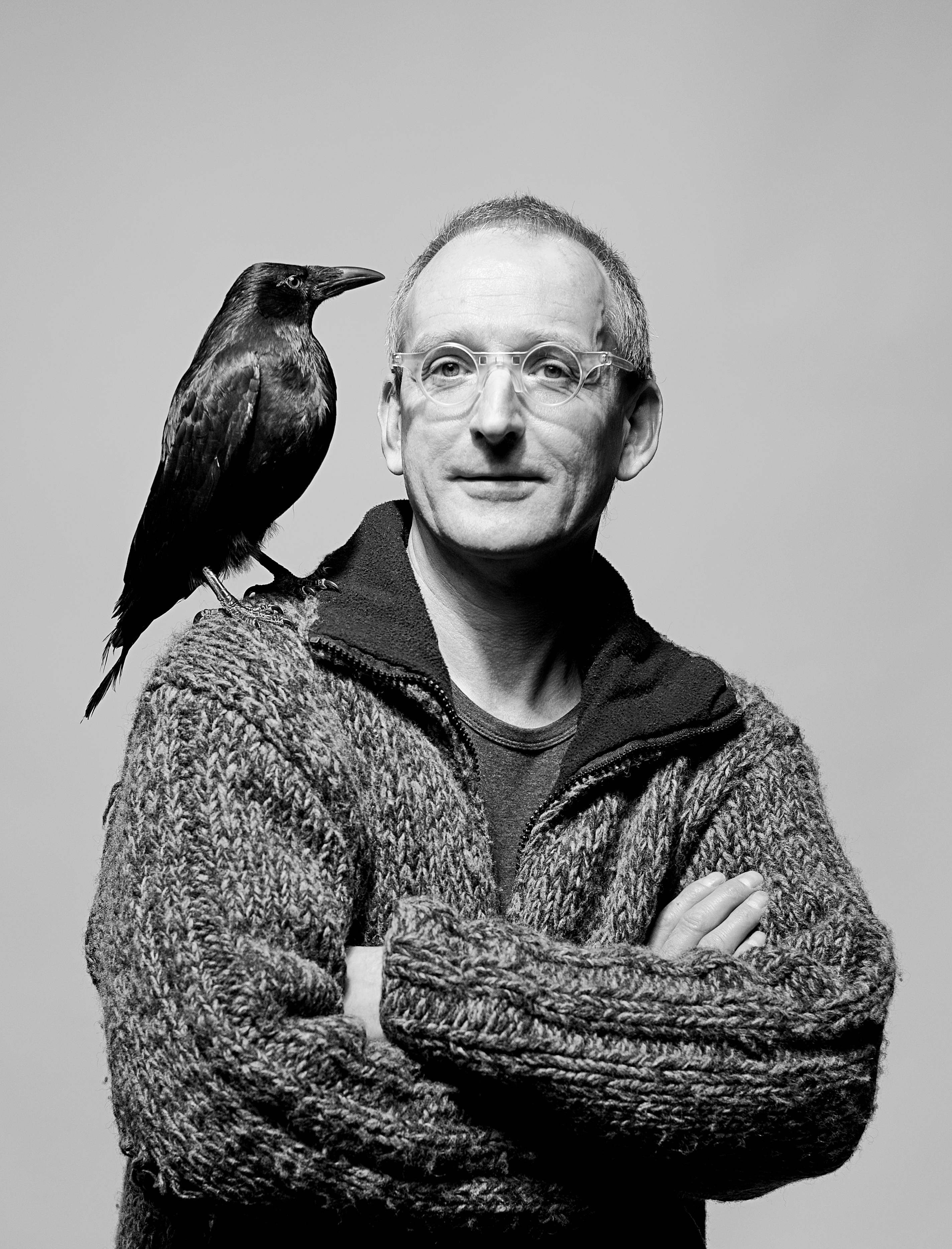
Porträt Nabo Gaß 2013

Nabo Gaß (* 25. August 1954 in Ebingen) ist ein deutscher Glaskünstler und Maler.

## Leben
1968 verließ Gaß die Schwäbische Alb, um seine schulische Laufbahn im Internat Schloss Salem fortzusetzen. 1973 ergab sich im Anschluss an die Schulzeit die Gelegenheit einer mehrmonatigen Reise durch Südeuropa. Sehr beeindruckt von italienischen Kulturdenkmälern, brachte er den Wunsch mit nach Hause, Glasmaler zu werden. 1976 absolvierte er mit Erfolg die Gesellenprüfung für Glasmaler in Taunusstein. 1978/79 folgte nach handwerklicher Qualifizierung die künstlerische Weiterbildung an der Hochschule der Künste Berlin. 1980/81 arbeitete er als Medienpädagoge beim Städtischen Jugendamt in Wiesbaden und gab gleichzeitig als Dozent für Zeichnen und Malerei Kurse an der Wiesbadener Freien Kunstschule bis 1988. 1983/84 leitete Nabo Gaß das Projekt – Künstler in der Kulturarbeit – im Auftrag des Bonner Kunstfonds e.V. 1984 heiratete er Gabi Bucher und seine Tochter  Lisa Violetta kommt zur Welt. 1986 wurde er in den Bundesvorstand des Berufsverbandes BGBK (Bundesvereinigung der Gewerkschaftsverbände Bildender Künstler) in der Gewerkschaft Kunst gewählt und wirkte mit bei der Entstehung der IG Medien. 1986 begann er erneut mit Glas zu arbeiten. In seinem Uferatelier am Rhein in Wiesbaden entwirft und fertigt er seitdem transparente Kunst für die gläsernen Wände moderner Architektur und Kunst am Bau Projekte.

## Werk

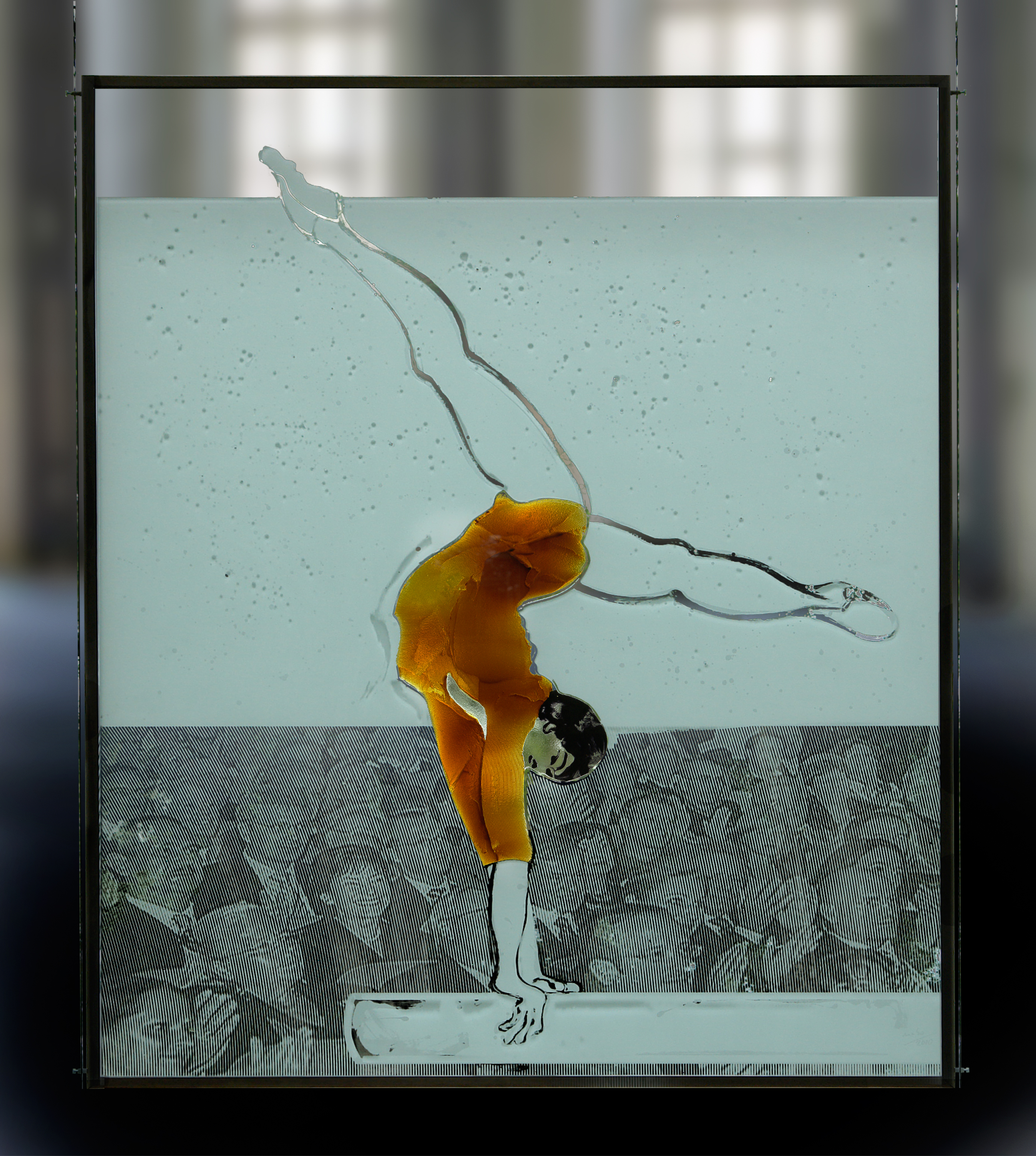
Balance von Nabo Gaß

Nabo Gaß' freie Werke sind zumeist mehrschichtige Glasbilder. Dabei liegt die Glasmalerei zwischen unterschiedlich sandgestrahlten Scheiben. Bildthemen können sich somit überlagern und schaffen eine Analogie zu komplexen Gedankengängen. Die Sujets für die gläsernen Erlebniswelten zieht Nabo Gaß aus dem alltäglichen Leben. Der Kunst- und Architekturhistoriker Dr. Hans-Peter Schwanke beschreibt in der Zeitschrift SchottSolutions 2007 die Motive „als teils virtuose ausdrucksstarke Formen, die zwischen Gegenständlichkeit und Abstraktion pendeln.“
Seit 2000 gestaltet Nabo Gaß Fassaden gläserner Industriegebäude.

### Werke im öffentlichen Raum (Auswahl)

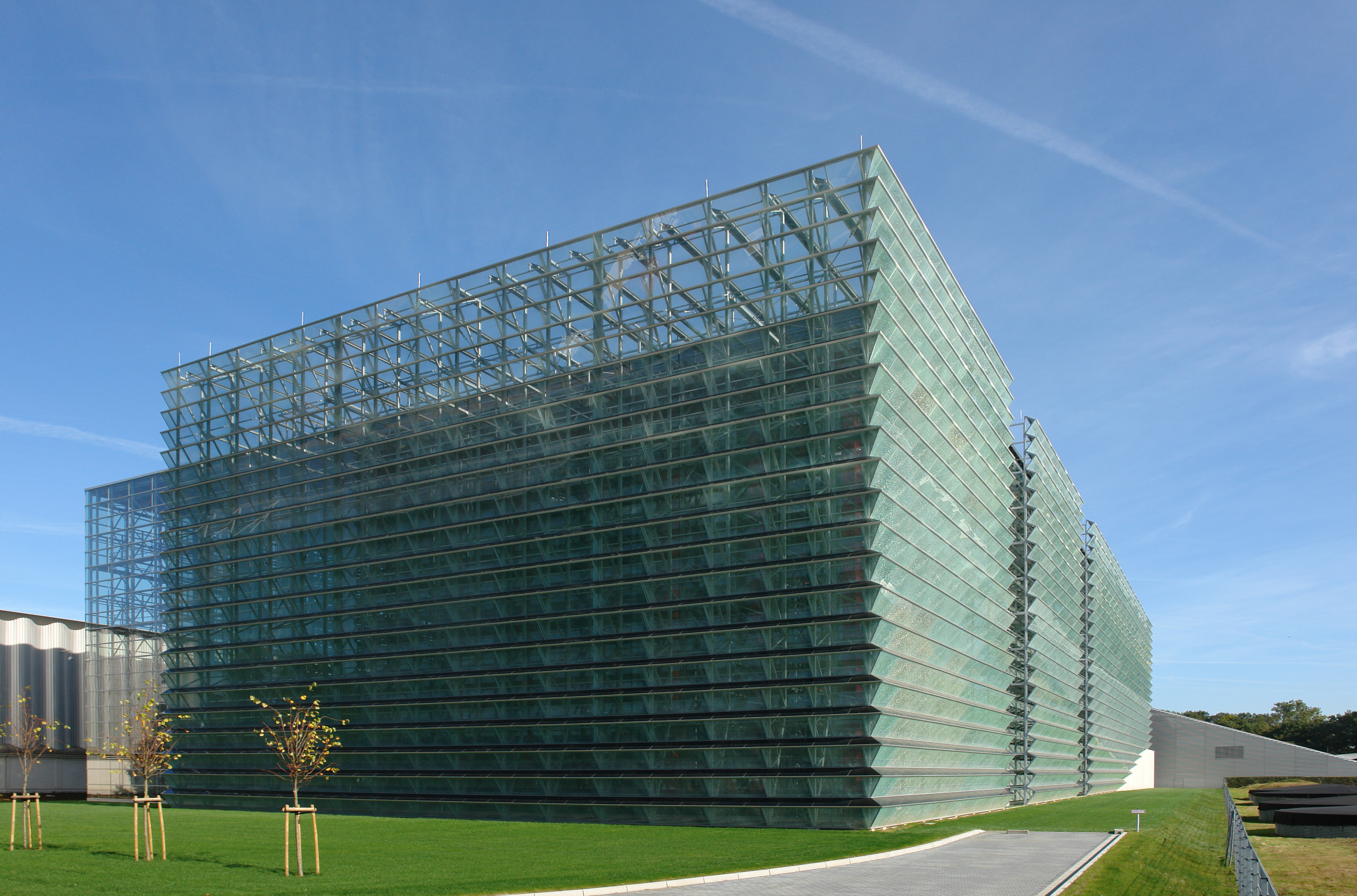
Hochregallager mit Solarfassade von Nabo Gaß

- Hochregallager Ernsting’s family, Coesfeld
- Literaturhaus Villa Clementine, Wiesbaden
- Deutsches Glasmalerei-Museum, Linnich
- Ernsting Stiftung, Coesfeld
- Gedenkstätte, Theresienstadt
- Gemeindehaus St. Stephan, Mainz
- Gerichtsgebäude, Roermond/NL
- Handwerkskammer, Wiesbaden
- Kurhaus, Wiesbaden
- DGB, Otto-Brenner-Denkmal, Hannover
- Kirchenfenster Schwalbe 6, Wiesbaden
- Seniorenanlage, Malden/NL
- Stadthalle, Schorndorf
- Stadttheater, Rüsselsheim

### Technik
Um seine Ideen in Glas umsetzen zu können, hat Nabo Gaß neue Techniken der Glasgestaltung entwickelt: 1989 eine fotogenaue Sandstrahltechnik, 1994 das Malen mit Farbglasmehl. 2000 erhielt er für seine patentierte Glas-Splitter-Technik zur Gestaltung von Glasfassaden in Verbindung mit Photovoltaik den Innovationspreis der Glasstec Düsseldorf. 2011/12 entstand nach seinem Entwurf ein gläsernes Hochregallager, das sich energetisch selbst trägt. Die von ihm konzipierte gefaltete Solarmembran aus Solarmodulen und Crashglas ermöglicht eine so hohe Energieeffizienz, dass das Gebäude vom DGNB (Deutsche Gesellschaft für nachhaltiges Bauen) mit Gold zertifiziert wurde.

## Zitate
„Kein anderes Material erlaubt so geschickt und einfühlsam das zu realisieren, was wir gemeinhin unter Ambivalenz verstehen. Glas ist nicht nur transparent, ermöglicht Durchblick und Weitblick, es verbindet auch unterschiedliche Ebenen und visualisiert die Komplexität und Vielfalt des Lebens.“
Nabo Gaß, 2008
„Das traditionelle Tafelbild ist eine abgeschlossene Welt für sich. Es ist eine eigenständige Wirklichkeit. Das gläserne Bild sucht die Auseinandersetzung mit seiner Umgebung. Es ist nicht in der Lage, sich abzuschotten. Es läßt Durchblicke zu, stellt sich zwischen den Betrachter und den durch das Bild sichtbaren Hintergrund. Es wird eins mit seiner Umgebung.“ Nabo Gass, 2010

## Rezeptionen

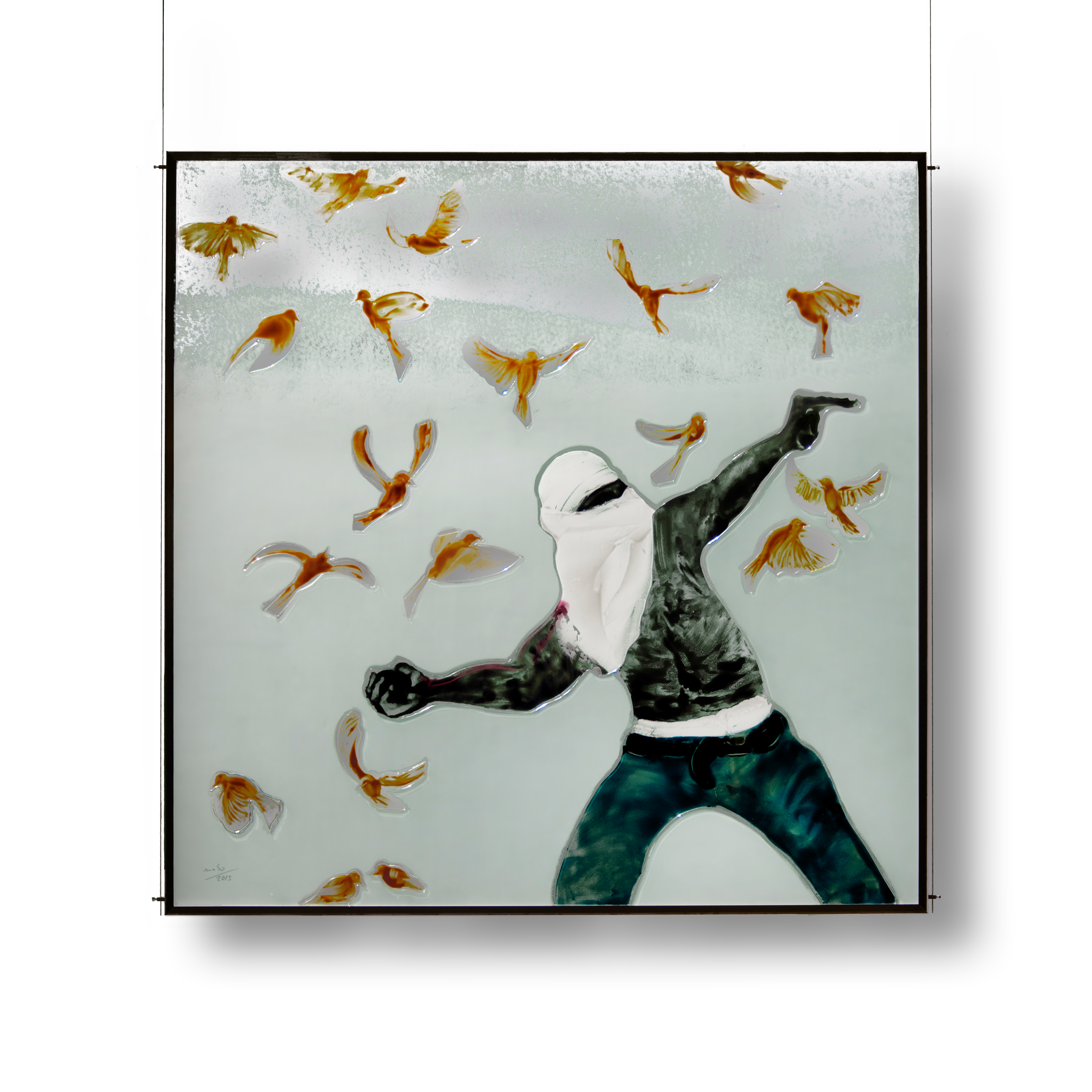
Fly von Nabo Gass / 193 × 193 cm / 2013

„Die überzeugende Kraft in den Arbeiten von Nabo Gaß manifestiert sich in der Symbiose, die das Glas und die Malerei eingehen. Die bisherigen Begriffe der Kunstliteratur greifen hier nicht mehr. Was wir in seinen Werken sehen, sind weder auf Glas übertragene Malereien, noch ist es malerisch gestaltetes Glas. Es ist vielmehr malen mit Glas. Eine neue Qualität in der Kunst tritt hier zutage.“
Andreas Greulich, Galerist und Kunsthistoriker
„Die Werke von Nabo Gaß sind sophistische Parabeln des Seins. Vordergründiges und Hintergründiges sind mit wechselnden Schwerpunkten und interpretatorischen Richtungsänderungen eng aufeinander bezogen.“„Seine Werke reichen über die Ränder des phänomenologisch Fassbaren hinaus, und sind ein Versuch, der Dualität des Lebens habhaft zu werden und mit dem künstlerischen Medium Glas in Bereiche vorzudringen, die dem gewöhnlichen Tafelbildmaler verborgen bleiben müssen.“
Dorothee Baer-Bogenschütz, Journalistin und Kunsthistorikerin
„Die Glaskunstwerke von Nabo Gaß bieten gehaltvolle Erlebniswelten. Der Kern seines sehr spezifischen  Beitrages zur zeitgenössischen Glaskunst besteht aus einem Plädoyer für differenzierte Betrachtungsweisen. Gaß ist bestrebt, den klaren, zugleich kritischen Blick für das Wesentliche sowie den Dialog darüber nicht aus den Augen zu verlieren.“ Dr. Hans-Peter Schwanke, Kunst- und Architekturhistoriker

## Preise

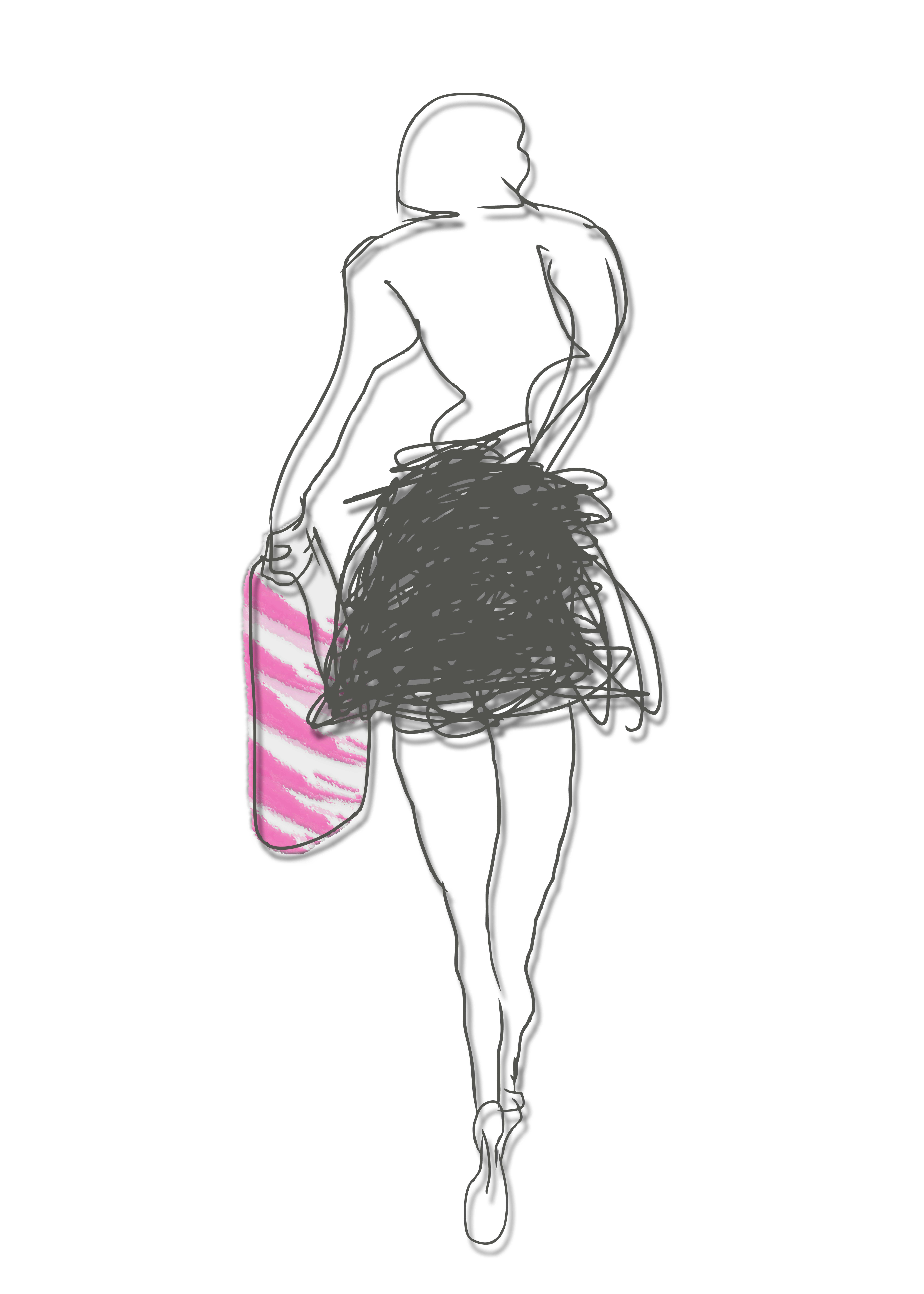
on tour von Nabo Gass / Edelstahl und Glas / 178 × 63 cm / 2014

2014 erhielt Nabo Gaß die „Auszeichnung guter Bauten“ vom BDA Münsterland (Bund Deutscher Architekten). 2008 gewann Nabo Gaß den 1. Preis des Skulpturenwettbewerbs Skulpturen im Park, Mörfelden-Walldorf.
2000 erhielt er für seine patentierte Splittertechnik zur Gestaltung von Glasfassaden in Verbindung mit Photovoltaik den Innovationspreis der Glasstec Düsseldorf.
Für seine Säulen an der Via Publica in Wiesbaden wurde Nabo Gaß 1999 vom Corning Museum of Glass (USA) ausgezeichnet.
1983 förderte der Bonner Kunstfonds e.V. eines seiner kulturpolitischen Projekte.
2012 wurde ein Hochregallager mit der von Nabo Gaß entworfenen Solarfassade im Münsterland mit dem Architekturpreis der Stiftung Deutsche Pfandbriefbank ausgezeichnet.

## Wichtige Ausstellungen
- 2024 NEW EXPERIENCE, Galerie Rubrecht Contemporary, Wiesbaden
- 2019 GLASSWORKS, Höhepunkte zeitgenössischer Glaskunst, Glasmuseum Immenhausen
- 2018 Handwerkskammer Wiesbaden
- 2017 Galerie Mainzer Kunst
- 2016 art Karlsruhe
- 2014 One artist Show, Art Karlsruhe / Galerie Rother/Winther
- 2014 Coburger Glaspreis / The Coburg Prize for Contemporary Glass
- 2014 Glasmuseet Ebeltoft: BODYTALK / 53 VIEWS ON BODY, SEX AND GENDER
- 2014 Kulturbahnhof Kassel / Kunst und Architektur
- 2013 Galerie Rother
- 2012 Galerie Mainzer Kunst
- 2011 Gallery SKLO (South Korea)
- 2010 Galerie Rother
- 2009 Rathaus, Mörfelden
- 2008 Skulpturen im Park, Mörfelden
- 2008 Galerie Kunstgarten, Aarwangen (Schweiz)
- 2007 Kruisgang Roermond (Niederlande)
- 2007 Kunstverein Münsterland, Coesfeld
- 2006 azahart, Palma de Mallorca (Spanien)
- 2006 Kunstverein Münsterland, Coesfeld
- 2005 Glasrijk Tubbergen (Niederlande)
- 2004 Schloß Burgau Düren
- 2003 Glasrijk Tubbergen (Niederlande)
- 2003 Gallery Hedy Ernst, Aarwangen (Schweiz)
- 2003 Städtische Galerie Lörrach
- 2002 Nabo Gaß à la Sorbonne, Paris (Frankreich)
- 2000 Glas 2000 – Glasmuseum Immenhausen
- 2000 Deutsches Museum für Glasmalerei, Linnich